# Nino Batsiashvili
Nino Batsiashvili ( georgiano : ნინო ბაციაშვილი ; nascida em 1 de janeiro de 1987) é uma grande mestre de xadrez georgiano, 4 vezes campeã de xadrez feminino da Geórgia.

## Carreira
Em 2012, ela venceu o Grupo E (seção feminina da RSSU Student Grandmaster Cup) do Aberto de Moscou.  Em 2013, Batsiashvili venceu o 3º Memorial Krystyna Hołuj-Radzikowska em Wrocław, Polônia, no desempate sobre Joanna Majdan-Gajewska. 
Em 2015, ela venceu o Campeonato Feminino de Xadrez da Geórgia  e terminou em segundo lugar no Campeonato Europeu Feminino de Xadrez Individual. 
Ela integrou a equipe georgiana que conquistou a medalha de ouro no Campeonato Mundial Feminino de Xadrez por Equipes de 2015, realizado em Chengdu, China.
Em dezembro de 2015, ela empatou com o ex campeão mundial Magnus Carlsen na rodada de abertura do Qatar Masters Open.
Em 2018 recebeu o título de Grande Mestre (GM).
Venceu o campeonato georgiano feminino de xadrez em 2018 e em 2022.